# Mogán
Mogán – gmina w Hiszpanii, w prowincji Las Palmas, we wspólnocie autonomicznej Wysp Kanaryjskich, o powierzchni 172,44 km². W 2011 roku gmina liczyła 24 225 mieszkańców.